# Molophilus kinabaluanus
Molophilus kinabaluanus är en tvåvingeart som beskrevs av Edwards 1933. Molophilus kinabaluanus ingår i släktet Molophilus och familjen småharkrankar. Inga underarter finns listade i Catalogue of Life.